# PZL TS–11 Iskra
A PZL TS–11 Iskra ( TS – Tadeusz Sołtyk) lengyel sugárhajtású oktató és gyakorló repülőgép, melyet a WSK-Mielec repülőgépgyár gyártott. A lengyel és az indiai légierő rendszeresítette. A típus napjainkban is a lengyel légierő alapvető gyakorló repülőgépe.

## Története
A lengyel légierőben az 1950-es években szolgálatban állított sugárhajtású vadászrepülőgépek pilótáinak kiképzése során felmerült igény alapján kezdték el a fejlesztését 1957-ben Tadeusz Sołtyk főkonstruktőr vezetésével (a TS típusjelzés a tervező nevének kezdőbetűiből ered). A repülőgép tervezésével egyidejűleg kezdték el a hozzá szánt gázturbinás sugárhajtómű fejlesztését is. A hajtómű csúszása miatt az első prototípusokba a 7,8 kN tolóerejű, Jugoszláviából beszerzett brit Armstrong Siddeley Viper 8 gázturbinás sugárhajtómű került. A prototípus ezzel a hajtóművel 1960. február 5-én hajtotta végre első felszállását, a pilóta Andrzej Abłamowicz volt. A következő prototípusokba és a nullszéria gépeibe már a WSK PZL-Rzezsównál gyártott lengyel WSK HO–10 hajtómű került, ezekbe a gépekbe gépágyút is építettek.
Sorozatgyártása 1963-ban kezdődött el a WSK-Mielecnél. A géphez szánt hajtómű sorozatgyártása 1966-ban kezdődhetett el, ettől kezdve ez került a gépekbe a végleges, 9,8 kN tolóerejű SO–1 hajtómű. Később az SO–1 növelt élettartamú és tolóerejű változatát, az SO–3-t, majd a 10,8 kN tolóerejű SO–3W-t építették a gépekbe.
1964-ben a prototípus kategóriájában több repülési világrekordot is felállított.
A repülőgép részt vett a Varsói Szerződés egységes kiképző és gyakorló repülőgépére kiírt pályázaton. A Szovjetunióban végzett repülési teszteken a szovjet Jak–30 érte el a legjobb teljesítményt, míg az L–29 mellett az üzembiztosság és a kiforrottabb konstrukció szólt. A TS–11 az összehasonlító tesztek alapján rosszabb jellemzőket mutatott, mint a két másik gép. Végül – valószínűleg politikai döntés alapján – a csehszlovák L–29 Delfínt választották ki sorozatgyártásra és az egységesített kiképző repülőgépként történő rendszeresítésre. Lengyelország azonban nem a Delfín rendszeresítése mellett döntött, hanem kitartott saját konstrukciója mellett. Így a TS–11-t nagy mennyiségben csak Lengyelország rendszeresítette, ahol máig szolgálatban áll.
A sorozatgyártás Mielecben, a WSK-Mielec repülőgépgyárban folyt. A típust külföldi vásárlóknak is felkínálták, de nem ért el piaci sikereket. A sorozatgyártás 1987-es befejezéséig 424 db gép készült. 50 db TS–11 Iskra bis D változatot 1975-ben Indiának adtak el, majd az 1990-es évek elején még további 50 db-t.
A 2000-es évek elején még több mint száz példány állt hadrendben. Utódjául az I–22 Irydát szánták, de a magas fejlesztési költségek miatt ezt a programot felfüggesztették, a gépből csak néhány prototípus és egy kisebb sorozat készült.

## Alkalmazása
Lengyel Légierő
- A Lengyel Légierő 1962-ben állította szolgálatba.

1969-től a lengyel légierő – kezdetben Rombik, napjainkban Piros-Fehér Szikrák (Biało-Czerwone Iskry) nevű – bemutató csoportja is TS–11 Iskra típusú gépeket használ. Egy példánya Lengyelországban magánkézben van (SP-YIR lajstromjellel).
 Indiai Légierő
- Az indiai légierő 1975-ben rendszeresítette a típust, majd 2004. december 16-án vonták ki a hadrendből.[2] Az indiai légierő összesen 76 géppel rendelkezett, ebből  7 db-t veszített el balesetben, amelyekben 4 fő halt meg.

## Műszaki jellemzői

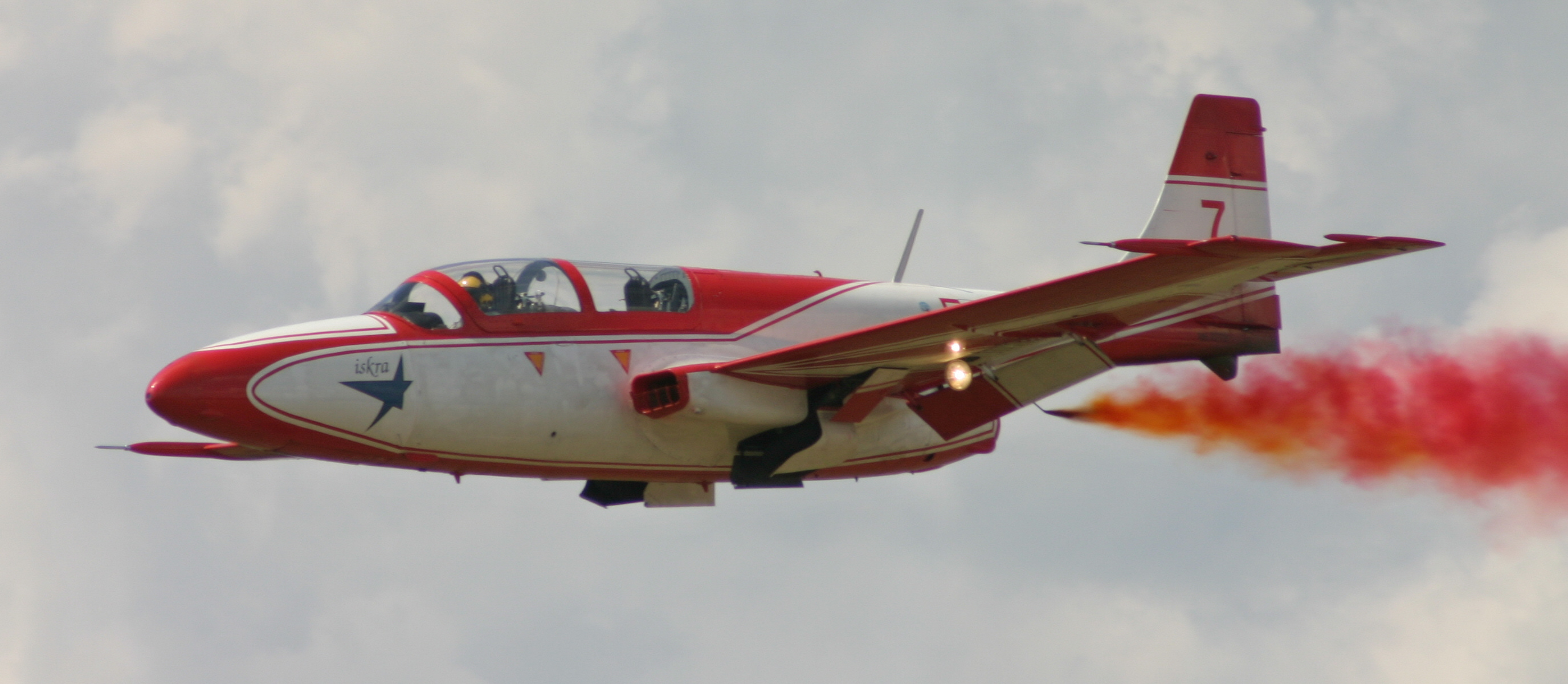
A lengyel légierő bemutatócsoportjának TS–11/MR változatú gépe

Hagyományos elrendezésű, középszárnyas, teljesen fémépítésű repülőgép, trapéz alakú szárnyakkal. A hajtómű levegőbeömlő nyílásait kétoldalt, a szárnytőben alakították ki. A hajtómű fúvócsöve a farokrész alatt található, emiatt a repülőgép megjelenése kissé szokatlan. A hermetizált pilótafülkében két katapultülés található. A TS–11 Iskra R változatot leszámítva a gépek nem rendelkeznek radarral.
Beépített fegyverzetét a törzs jobb oldalán lévő gondolába beépített 1 db 23 mm-es 115P (lengyel gyártmányú NR–23) gépágyú alkotja, 40 db lőszerrel. Lehetőség van 150P típusú gépágyú beépítésére is. A szárnyakon kialakított 2–2 db fegyverfelfüggesztő pontokra összesen 400 kg-nyi fegyverzet szerelhető, köztük 100 kg-os légibombák, Mars–4 és Zeus–1 konténerekben SZ–5, SZ–5K és SZ–5M földi célok elleni nem irányítható rakéták, valamint S–13 fotógéppuska. A bis D változatra 7,62 mm-es géppuskakonténerek is felszerelhetők. a gép ASP–3NM-1 giroszkópos félautomata célzóberendezéssel rendelkezik.

## Típusváltozatok

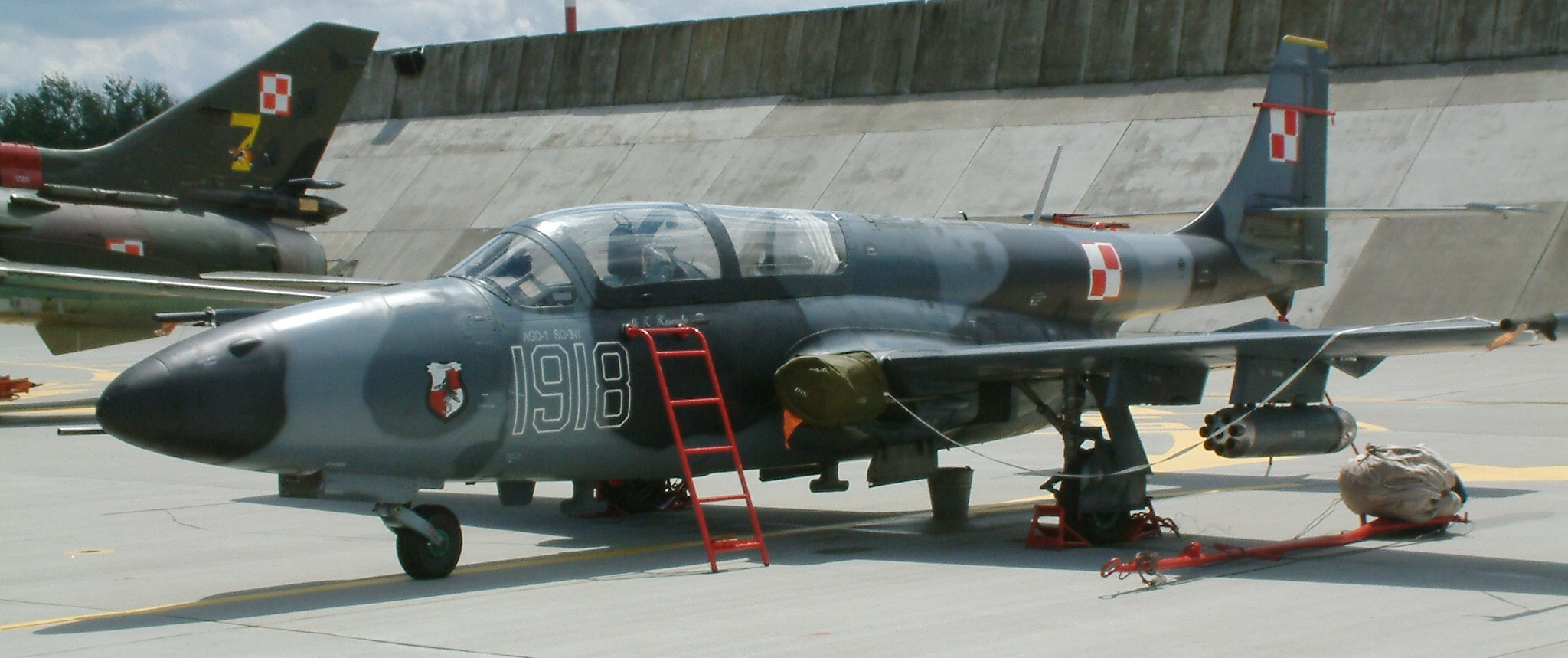
A TS–11 Iskra bis R felderítő változat

- TS–11 Iskra bis A – Az első sorozatgyártású változat.
- TS–11 Iskra bis B – Négy fegyverfelfüggesztő ponttal ellátott változat.
- TS–11 Iskra bis C – Együléses felderítő változat AFA–39 fényképezőgépekkel, csak 5 db készült. 1983-ban mindegyiket átalakították kétüléses gyakorló változattá.
- TS–11 Iskra bis D – 1973-tól gyártott kétüléses, India részére gyártott gyakorló változat.
- TS–11 Iskra bis DF – Kétüléses felderítő változat, fegyverzettel és három fényképezőgéppel felszerelve,
- TS–11 Iskra R – RDS–81 típusú rádiólokátorral felszerelt kétüléses haditengerészeti felderítő változat. 1991-ben építettek át 6 db-t erre a változatra.
- TS–11 Iskra BR 200 – Együléses felderítő és vadászbombázó változat, csak prototípus készült,
- TS–11/MR Iskra – Az ICAO-előírásoknak megfelelő avionikával felszerelt változat, amelyet 1998-ban alakítottak ki a lengyel légierő bemutató csoportja számára. A gépágyút eltávolították, helyére a repülőbemutatókon használatos füstgenerátor 45 literes gázolajtartályát helyezték el. Mindegyik gép SO–3W hajtóművet kapott.
- TS–11 Iskra Jet és TS–11 Spark – A lengyel légierő állományából kivont, fegyverzettől megfosztott repülőgépek, melyeket civil – főleg amerikai és ausztráliai – vásárlóknak adtak el.

## Műszaki adatai (TS–11 Iskra bis D)

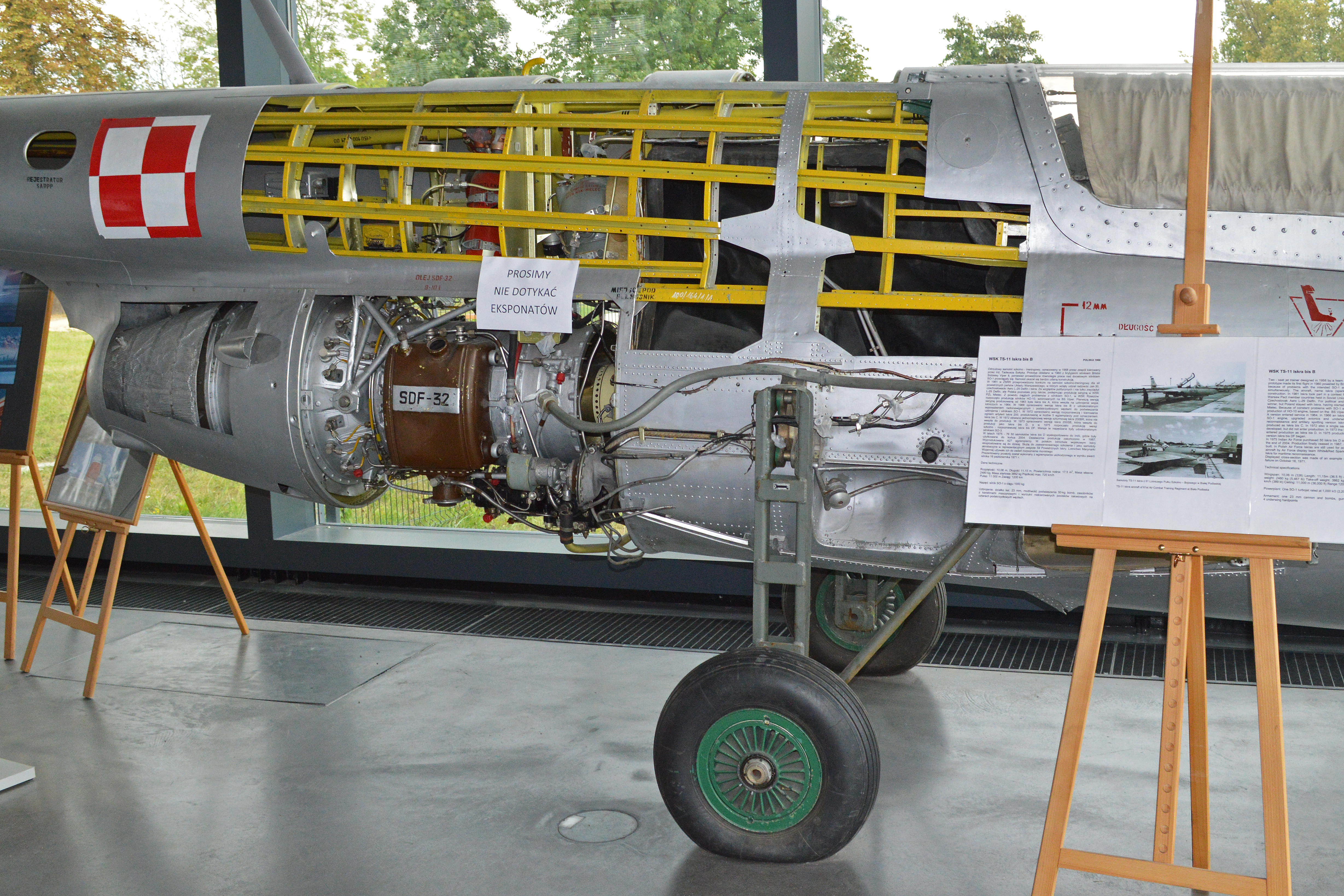
A törzsben, a faroktartó alatt beépített SO−3 gázturbinás sugárhajtómű

### Tömeg- és méret-adatok
- Hossz: 11,15 m
- Fesztáv: 10,06 m
- Magasság: 3,5 m
- Szárnyfelület: 17,50 m²
- Üres tömeg: 2560 kg
- Felszálló tömeg: 3724 kg
- Maximális felszálló tömeg: 3840 kg

### Hajtómű
- Hajtómű típusa: WSK SO–3W
- Hajtóművek száma: 1 db
- Maximális tolóereje: 10,8 kN

### Repülési adatok
- Legnagyobb sebesség: 720 km/h
- Hatósugár: 1260 km
- Szolgálati csúcsmagasság: 11  000 m
- Emelkedőképesség: 14,8 m/s
- Szárny felületi terhelése: 213 kg/m²

## Hasonló repülőgépek
- Aermacchi MB–326
- L–29 Delfín
- Fouga Magister
- Soko G–2 Galeb
- TT Pinto
- Jak–30